# Buffonistenstrijd
De tussen 1752 en 1754 in Parijs gevoerde buffonistenstrijd (Frans: Querelle des Bouffons ou guerre des Coins) draaide om de prioriteit van de Franse of de Italiaanse opera. Als veroorzaker geldt de uitvoering van Giovanni Battista Pergolesi's intermezzo La serva padrona (1733) op 1 augustus 1752 door het Italiaanse operagezelschap onder leiding van Eustachio Bambini in de Académie royale de musique. De strijd had eigenlijk een lange voorgeschiedenis, omdat de concurrentie tussen het Franse en het Italiaanse kamp een decennia oude traditie had. Gedurende deze strijd werden meer dan zestig geschriften van meestal bekende filosofen gepubliceerd.
De hoofd-acteuren van de controverse waren enerzijds de conservatieve, de Franse opera favoriserende "Coin du Roi" (Loge van de Koning), en anderzijds de progressieve, voor de Italiaanse opera vechtende "Coin de la Reine" (Loge van de Koningin). Tot de laatste behoorden onder andere de Encyclopedisten om Denis Diderot, Jean Baptist Le Rond d'Alembert, Jean-Jacques Rousseau en Friedrich Melchior Baron von Grimm.
Cruciaal voor deze twist van de gemoederen was het schrift van Jean-Jacques Rousseau Lettre sur la musique françoise (november 1753). Sindsdien nam de „Coin de la Reine“ een klare stelling vóór de Italiaanse muziek in. Rousseau ontzegde de Franse muziek de bekwaamheid, kwaliteit te kunnen ontwikkelen — uitsluitend de Italiaanse taal was adequaat voor de muziek, omdat zij "zacht, klankvol, harmonisch en wel geaccentueerd" klonk.
In tegenstelling tot de discussie om de prioriteit van de Franse en Italiaanse muziek in het begin van de 18e eeuw (de Italiaanse muziek werd als geleerd (intellectueel) aangezien, de Franse muziek als eenvoudig en natuurlijk), heeft Rousseau benadrukt dat de eenvoud van de Italiaanse muziek in tegenstelling tot de complexiteit van de door uitgebreide orkestratie, gecompliceerde polyfonie en harmoniek in de setting gekenmerkte Franse muziek, overwint. Voor de omdraaiing van de criteria was doorslaggevend, dat zich nu de receptie van de Italiaanse muziek minder op de ernstige Italiaanse opera, dan op de "natuurlijke" en "eenvoudige" buffoneske setting betrok.
De buffonistenstrijd had diepgaande consequenties voor de ontwikkeling van de Franse opera. Ten eerste volgde een verandering in de compositorische idiomatiek, doordat de Franse schrijfwijze toenemend verdween en de muzikale geplogenheden toenemend voor rekening van het Italiaanse idioom kwamen, vooreerst in de Opéra comique, die na de buffonistenstrijd door de Italiaan Duni vastgelegd werd; en dan ook in de tragédie lyrique, zonder dat zich de opbouw van het Franse genre veranderde. Ten tweede voerde de strijd tot diepgaande veranderingen in de opera-esthetiek, die later vooral door Niccolò Piccinni tot uiting kwamen.